# تاكاوكا (توياما)
مدينة تاكاوكا (بالإنجليزية: Takaoka)‏ هي أحد المدن التابعة لمحافظة توياما. تأسست رسميًا في 01/11/2005. ويقدر عدد سكانها بـ 178965 نسمة حسب تقدير مكتب الإحصاء الياباني لعام 2012. تبلغ مساحة تاكاوكا 209.38 كم2. بكثافة سكانية تبلغ 855 نسمة/كم2.

## المناخ
يظهر الجدول التالي التغييرات المناخية على مدار السنة لتاكاوكا:
| البيانات المناخية لـتاكاوكا       | البيانات المناخية لـتاكاوكا | البيانات المناخية لـتاكاوكا | البيانات المناخية لـتاكاوكا | البيانات المناخية لـتاكاوكا | البيانات المناخية لـتاكاوكا | البيانات المناخية لـتاكاوكا | البيانات المناخية لـتاكاوكا | البيانات المناخية لـتاكاوكا | البيانات المناخية لـتاكاوكا | البيانات المناخية لـتاكاوكا | البيانات المناخية لـتاكاوكا | البيانات المناخية لـتاكاوكا | البيانات المناخية لـتاكاوكا |
| الشهر                             | يناير                       | فبراير                      | مارس                        | أبريل                       | مايو                        | يونيو                       | يوليو                       | أغسطس                       | سبتمبر                      | أكتوبر                      | نوفمبر                      | ديسمبر                      | المعدل السنوي               |
| --------------------------------- | --------------------------- | --------------------------- | --------------------------- | --------------------------- | --------------------------- | --------------------------- | --------------------------- | --------------------------- | --------------------------- | --------------------------- | --------------------------- | --------------------------- | --------------------------- |
| متوسط درجة الحرارة الكبرى °م (°ف) | 5.3 (41.5)                  | 5.8 (42.4)                  | 9.8 (49.6)                  | 16.1 (61.0)                 | 20.8 (69.4)                 | 23.9 (75.0)                 | 28.4 (83.1)                 | 30.4 (86.7)                 | 25.9 (78.6)                 | 20.2 (68.4)                 | 14.8 (58.6)                 | 9.1 (48.4)                  | 17.5 (63.6)                 |
| المتوسط اليومي °م (°ف)            | 2.2 (36.0)                  | 2.4 (36.3)                  | 5.5 (41.9)                  | 11.4 (52.5)                 | 16.2 (61.2)                 | 20.2 (68.4)                 | 24.6 (76.3)                 | 26.3 (79.3)                 | 22.0 (71.6)                 | 16.0 (60.8)                 | 10.5 (50.9)                 | 5.4 (41.7)                  | 13.6 (56.4)                 |
| متوسط درجة الحرارة الصغرى °م (°ف) | −0.4 (31.3)                 | −0.5 (31.1)                 | 1.7 (35.1)                  | 7.0 (44.6)                  | 12.1 (53.8)                 | 17.2 (63.0)                 | 21.7 (71.1)                 | 22.9 (73.2)                 | 18.7 (65.7)                 | 12.2 (54.0)                 | 6.7 (44.1)                  | 2.2 (36.0)                  | 10.1 (50.3)                 |
| الهطول مم (إنش)                   | 267.4 (10.53)               | 178.3 (7.02)                | 132.1 (5.20)                | 119.2 (4.69)                | 117.5 (4.63)                | 187.7 (7.39)                | 229.9 (9.05)                | 168.8 (6.65)                | 230.1 (9.06)                | 167.7 (6.60)                | 218.0 (8.58)                | 266.1 (10.48)               | 2٬282٫8 (89.88)             |
| متوسط تساقط الثلوج سم (إنش)       | 171 (67)                    | 118 (46)                    | 28 (11)                     | 1 (0.4)                     | 0 (0)                       | 0 (0)                       | 0 (0)                       | 0 (0)                       | 0 (0)                       | 0 (0)                       | 2 (0.8)                     | 59 (23)                     | 379 (148.2)                 |
| متوسط الرطوبة النسبية (%)         | 82                          | 79                          | 72                          | 70                          | 72                          | 79                          | 80                          | 77                          | 77                          | 74                          | 75                          | 79                          | 76                          |
| ساعات سطوع الشمس الشهرية          | 57.0                        | 73.8                        | 134.4                       | 174.0                       | 206.0                       | 156.1                       | 167.7                       | 201.1                       | 135.1                       | 138.5                       | 96.8                        | 64.3                        | 1٬604٫8                     |
| المصدر: NOAA (1961-1990)          |                             |                             |                             |                             |                             |                             |                             |                             |                             |                             |                             |                             |                             |

## توأمة
لتاكاوكا (توياما) اتفاقيات توأمة مع:
- فورت واين

## أعلام
- هيدينوري ماتسوبارا
- يوكي ناكاجيما
- كازويا تاباتا
- ايزومي ماتسوموتو
- هيروكي أراتاني